# Salome MC
Salome MC (persisk: سالومه, født 1985) er en kvindelig iransk rapper.

## Diskografi
- Seven Climes Vol. 1 (2021)
- Excerpts From Unhappy Consciousness (2017)
- I Officially Exist (2013)
- Paranoid Descent (Mixtape) (2009)
- Delirium (2006)